# Délka křivky
Délka je v matematice vlastnost, kterou lze přiřadit úsečkám, křivkám a jejich parametrizacím. Jedná se o matematickou abstrakci fyzikálních pojmů délky nebo dráhy.

## Délka úsečky
Nechť jsou {\displaystyle A} a {\displaystyle B} dva body v (dvourozměrné) rovině ({\displaystyle \mathbb {R} ^{2}}) s kartézskými souřadnicemi {\displaystyle A(a_{1}|a_{2})} a {\displaystyle B(b_{1}|b_{2})}. Pak je délka úsečky {\displaystyle AB} podle Pythagorovy věty
{\displaystyle {\overline {AB}}={\sqrt {(b_{1}-a_{1})^{2}+(b_{2}-a_{2})^{2}}}.}
V trojrozměrném prostoru ({\displaystyle \mathbb {R} ^{3}}) se souřadnicemi {\displaystyle A(a_{1}|a_{2}|a_{3})} a {\displaystyle B(b_{1}|b_{2}|b_{3})} podobně platí
{\displaystyle {\overline {AB}}={\sqrt {(b_{1}-a_{1})^{2}+(b_{2}-a_{2})^{2}+(b_{3}-a_{3})^{2}}}.}
To lze analogicky rozšířit i na vyšší dimenze – počet sčítanců pod odmocninou odpovídá dimenzi prostoru, v němž úsečku uvažujeme. V zásadě lze tyto vzorce zobecnit dvěma způsoby:
- Buď interpretujeme délku úsečky {\displaystyle AB} jako délku vektoru {\displaystyle {\overrightarrow {AB}}} a definujeme délky pro vektory. Odpovídající zobecněný koncept délky pro vektory se nazývá norma.
- Ještě obecněji můžeme uvažovat místo délek vektorů libovolný (v jistém smyslu rozumný) předpis, který dvojici bodů přiřadí vzdálenost mezi nimi. Takovým nejobecnějším vzdálenostem se říká metriky.

## Délky parametrizovaných křivek
Parametrizace (parametrizovaná křivka) je spojité zobrazení {\displaystyle \gamma \colon [a,b]\to X} z intervalu do topologického prostoru {\displaystyle X}. Aby jí bylo možné přiřadit délku, musí mít tento prostor další strukturu. V nejjednodušším případě je {\displaystyle X} rovina {\displaystyle \mathbb {R} ^{2}} nebo trojrozměrný prostor {\displaystyle \mathbb {R} ^{3}} s obvyklou definicí délky úseček; zobecnění je možné pro Riemannovy prostory nebo jakékoli metrické prostory. Délku parametrizace {\displaystyle \gamma \,} označme {\displaystyle L(\gamma )\,}.

### V rovině a v třírozměrném prostoru
Parametrizace v rovině nebo v prostoru je dána dvěma nebo třemi souřadnicovými funkcemi:
{\displaystyle t\mapsto (x(t),y(t))} nebo {\displaystyle t\mapsto (x(t),y(t),z(t))} pro {\displaystyle a\leq t\leq b} .
Pro parametrizace, které jsou po částech spojitě diferencovatelné, je délka definována integrálem po celém rozpětí parametru:
{\displaystyle L=\int \limits _{a}^{b}{\sqrt {{\dot {x}}(t)^{2}+{\dot {y}}(t)^{2}}}\,\mathrm {d} t} nebo {\displaystyle \int \limits _{a}^{b}{\sqrt {{\dot {x}}(t)^{2}+{\dot {y}}(t)^{2}+{\dot {z}}(t)^{2}}}\,\mathrm {d} t.}

### Motivace
Rovinná křivka parametrizovaná jako {\displaystyle {\begin{matrix}f(t)=(x(t),y(t))\end{matrix}}} se dá aproximovat krátkými úsečkami {\displaystyle \Delta s}, který jsou určeny dvěma složkami {\displaystyle \Delta x} a {\displaystyle \Delta y} rovnoběžnými s osami souřadnic. Podle Pythagorovy věty je {\displaystyle (\Delta s)^{2}=(\Delta x)^{2}+(\Delta y)^{2}}, jak bylo popsáno výše. Celková délka křivky je přibližně rovna součtu všech přímek:
{\displaystyle L\approx \sum \Delta s=\sum {\sqrt {(\Delta x)^{2}+(\Delta y)^{2}}}=\sum {\sqrt {\left({\frac {\Delta x}{\Delta t}}\right)^{2}+\left({\frac {\Delta y}{\Delta t}}\right)^{2}}}\Delta t}
Pokud předpokládáme konvergenci výrazu pro {\displaystyle \Delta t} jdoucí k nule, pak je délka {\displaystyle L} součet všech infinitesimálně malých přímek, takže:
{\displaystyle L=\int \mathrm {d} s=\int {\sqrt {{\dot {x}}^{2}+{\dot {y}}^{2}}}\,\mathrm {d} t} .
Fyzikálně (kinematicky) lze integrand také chápat jako příspěvek okamžité rychlosti tělesa pohybujícího se po zkoumané dráze a integrační proměnnou jako čas. To je asi nejsrozumitelnější motivace této definice délky parametrizace.

### Příklady
Kruh s poloměrem {\displaystyle r}
{\displaystyle t\mapsto (r\cdot \cos t,\ r\cdot \sin t)} pro {\displaystyle 0\leq t\leq 2\pi }
má délku
{\displaystyle \int \limits _{0}^{2\pi }{\sqrt {r^{2}\sin ^{2}t+r^{2}\cos ^{2}t}}\ \mathrm {d} t=\int \limits _{0}^{2\pi }r\,\mathrm {d} t=2\pi r.}
Při úpravě integrandu se využilo to, že součet čtverců sinu a kosinu stejného argumentu je roven jedné.
Úsek šroubovice s poloměrem {\displaystyle r} a výškou závitu {\displaystyle h}
{\displaystyle t\mapsto \left(r\cdot \cos t,\ r\cdot \sin t,\ {\tfrac {h}{2\pi }}\cdot t\right)\quad {\text{pro}}\;0\leq t\leq 2\pi }
má délku
{\displaystyle {\begin{aligned}\int \limits _{0}^{2\pi }{\sqrt {r^{2}\sin ^{2}t+r^{2}\cos ^{2}t+\left({\frac {h}{2\pi }}\right)^{2}}}\ \mathrm {d} t&=\int \limits _{0}^{2\pi }{\sqrt {r^{2}+\left({\frac {h}{2\pi }}\right)^{2}}}\ \mathrm {d} t\\&={\sqrt {(2\pi r)^{2}+h^{2}}}\end{aligned}}}

### Speciální případy

#### Délka grafu funkce
Mějme funkcí {\displaystyle f\colon [a,b]\to \mathbb {R} } spojitě diferencovatelnou na {\displaystyle [a,b]\subset \mathbb {R} }; délka {\displaystyle L} grafu této funkce mezi body {\displaystyle (a|f(a))} a {\displaystyle (b|f(b))} se vypočítá:
{\displaystyle L(a,b)=\int \limits _{a}^{b}{\sqrt {1+(f'(x))^{2}}}\;\mathrm {d} x\qquad (*)}
protože můžeme použít parametrizaci {\displaystyle x\mapsto (x,\ f(x))} pro {\displaystyle a\leq x\leq b}.
Příklad: Obvod kruhu lze určit pomocí {\displaystyle {\begin{matrix}(*)\end{matrix}}} takto: Kružnice s poloměrem {\displaystyle r} splňuje rovnici {\displaystyle x^{2}+y^{2}=r^{2}} neboli {\displaystyle f(x)={\sqrt {r^{2}-x^{2}}}.} Derivace je: {\displaystyle f'(x)={\frac {-x}{\sqrt {r^{2}-x^{2}}}}} .
Použitím vzorce {\displaystyle {\begin{matrix}(*)\end{matrix}}} máme:
{\displaystyle L=2\int \limits _{-1}^{1}{\sqrt {1+{\frac {x^{2}}{r^{2}-x^{2}}}}}\,\mathrm {d} x=2r\int \limits _{-1}^{1}{\frac {\mathrm {d} x}{\sqrt {r^{2}-x^{2}}}}\,=2r\arcsin(1)-2r\arcsin(-1)=2\pi r}

#### Polární souřadnice
Mějme rovinnou křivku v polárních souřadnicích {\displaystyle r(\varphi )}, tedy
{\displaystyle \varphi \mapsto (r(\varphi )\cos \varphi ,r(\varphi )\sin \varphi )} pro {\displaystyle \varphi _{0}\leq \varphi \leq \varphi _{1}} ,
přičemž podle pravidla pro derivaci součinu dostaneme
{\displaystyle {\frac {\mathrm {d} x}{\mathrm {d} \varphi }}=r^{\prime }(\varphi )\cos \varphi -r(\varphi )\sin \varphi }
a
{\displaystyle {\frac {\mathrm {d} y}{\mathrm {d} \varphi }}=r^{\prime }(\varphi )\sin \varphi +r(\varphi )\cos \varphi } ,
takže
{\displaystyle \left({\frac {\mathrm {d} x}{\mathrm {d} \varphi }}\right)^{2}+\left({\frac {\mathrm {d} y}{\mathrm {d} \varphi }}\right)^{2}=\left(r^{\prime }(\varphi )\right)^{2}+r^{2}(\varphi )} .
Délka křivky parametrizované v polárních souřadnicích je proto
{\displaystyle L=\int \limits _{\varphi _{0}}^{\varphi _{1}}{\sqrt {\left(r^{\prime }(\varphi )\right)^{2}+r^{2}(\varphi )}}\,\mathrm {d} \varphi } .

### Riemannovy prostory
Je-li obecně {\displaystyle \gamma \colon [a,b]\to M} po částech diferencovatelná křivka v Riemannově prostoru, lze její délku {\displaystyle \gamma } definovat jako
{\displaystyle L(\gamma )=\int \limits _{a}^{b}\|{\dot {\gamma }}(t)\|\,\mathrm {d} t.}

### Obecné metrické prostory
Buď {\displaystyle (X,d)} metrický prostor a {\displaystyle \gamma \colon [0,1]\to X} parametrizace v {\displaystyle X}. Pak se {\displaystyle \gamma } nazývá rektifikovatelná, pokud je supremum
{\displaystyle L(\gamma )=\sup \left\{\left.\sum _{i=0}^{k-1}d(\gamma (t_{i}),\gamma (t_{i+1}))\right|k\in \mathbb {N} ,0=t_{0}<t_{1}<\ldots <t_{k-1}<t_{k}=1\right\}}
konečné. V tomto případě se {\displaystyle L(\gamma )} říká délka parametrizace {\displaystyle \gamma }.
Délka rektifikovatelné parametrizované křivky je proto supremem délek všech aproximací této křivky pomocí lineárních segmentů. U výše popsaných diferencovatelných parametrizací se obě definice délky shodují.
Existují spojité křivky, které nelze rektifikovat, například Kochova křivka nebo jiné fraktály, křivky vyplňující prostor a skoro jistě realizace Wienerova procesu. Takovým křivkám se také říká křivky nekonečné délky.
Slovo rektifikovat znamená narovnat, to znamená vzít křivku (vlákno) na koncích, roztáhnout je od sebe a natáhnout ji tak, abychom dostali úsečku, jejíž délku můžete měřit přímo.

## Délky křivek

### Definice
K parametrizaci {\displaystyle \gamma \colon [a,b]\to X} náležející obraz (množina všech bodů, na které se parametr promítne) {\displaystyle \Gamma =\gamma ([a,b])\,} se nazývá křivka (také stopa parametrizace {\displaystyle \gamma \,}). Naopak {\displaystyle \gamma \,} se nazývá nebo parametrizace křivky {\displaystyle \Gamma \,}. Dvě různé parametrizace mohou definovat stejnou křivku a naopak danou křivku lze parametrizovat prostřednictvím různých parametrizací. Je logické definovat délku křivky jako délku přidružené parametrizace; ale to předpokládá, že pro každou parametrizaci dostaneme stejnou hodnotu. To je intuitivně jasné a ve skutečnosti to může být ukázáno pro injektivní (prostou) parametrizaci. Konkrétně platí:
Buďte {\displaystyle \gamma _{1}\colon [a_{1},b_{1}]\to \mathbb {R} ^{n}} a {\displaystyle \gamma _{2}\colon [a_{2},b_{2}]\to \mathbb {R} ^{n}} dvě injektivní parametrizace stejné křivky {\displaystyle \Gamma \,}, tj. {\displaystyle \gamma _{1}([a_{1},b_{1}])=\gamma _{2}([a_{2},b_{2}])=\Gamma \,} . Pak {\displaystyle L\left(\gamma _{1}\right)=L\left(\gamma _{2}\right)=L\left(\Gamma \right)}.

### Parametrizace délkou oblouku
Jak již bylo řečeno, pro křivku existují různé parametrizace. Speciální parametrizací je parametrizace podle délky oblouku (nebo délky dráhy - obloukem se myslí parametrizace, která měří délku vykonané dráhy), označovaná také jako přirozená parametrizace křivky.
Nechť je {\displaystyle \Gamma } rektifikovatelná křivka s parametrizací
{\displaystyle {\begin{matrix}\gamma :&[a,b]&\to &\mathbb {R} ^{n}\\&\tau &\mapsto &\gamma (\tau )\end{matrix}}}
a {\displaystyle \Gamma _{t}} pro {\displaystyle t\in [a,b]} její úsek s parametrizací {\displaystyle \gamma |[a,t]}, tak se funkce
{\displaystyle {\begin{matrix}s:&[a,b]&\to &\mathbb {R} \\&t&\mapsto &L\left(\Gamma _{t}\right)\end{matrix}}}
nazývá oblouk křivky {\displaystyle \Gamma } . Tato funkce {\displaystyle s(t)} spojitě a monotónně roste, pro {\displaystyle \gamma } prosté je dokonce ostře monotónně rostoucí, a proto také bijektivní, takže existuje inverzní funkce {\displaystyle t(s)}. Funkce
{\displaystyle {\begin{matrix}{\hat {\gamma }}:&[0,L(\gamma )]&\to &\mathbb {R} ^{n}\\&s&\mapsto &\gamma (t(s))\end{matrix}}}
se označuje jako parametrizace {\displaystyle \gamma } délkou oblouku.
Je-li {\displaystyle \gamma } spojitě diferencovatelná a {\displaystyle {\dot {\gamma }}(\tau )\neq 0} pro všechna {\displaystyle \tau \in [a,b]}, zvláštností parametrizace délkou oblouku to, že také {\displaystyle {\hat {\gamma }}} je spojitě diferencovatelná a pro každé {\displaystyle s\in [0,L(\Gamma )]} je
{\displaystyle \left\|{\frac {\mathrm {d} {\hat {\gamma }}(s)}{\mathrm {d} s}}\right\|=1.}
Parametrizaci délkou oblouku tedy můžeme chápat jako tu parametrizaci, při které se daná křivka vykresluje konstantní jednotkovou rychlostí.